# モンチャック
モンチャックとは、SMA HEET Project所属のお笑いコンビ。2010年1月31日解散。

## 来歴
- 森山が帝京大学お笑いサークル・ア☆テンションを卒業後、ピンでの活動を経てmixiにて相方を募集し、東京NSC10期生の山田と出会う。2007年7月コンビ結成。
- コンビ名は、森山が漫画『モンモンモン』のキャラクター・モンチャックが好きだった事より命名。

## メンバー
森山智生（もりやま　ともを、1984年8月26日 - ）
ボケ担当
愛知県名古屋市出身。
帝京大学文学部心理学科出身。
身長174cm、体重94kg、O型。
耳かき、野球が趣味。HEET野球部に所属している。
帝京大学お笑いサークル・ア☆テンションでは会長を務めていた。
解散後は「MORIYAMA」という芸名でピンとして活動。
山田 佳祐（やまだ けいすけ、1984年6月6日 - ）
ツッコミ担当
神奈川県川崎市出身。
身長168cm、体重68kg、O型。
ファミコン集めが趣味。
東京NSC10期生のオリエンタルラジオ、はんにゃと同期。

## 芸風
- 漫才を主体としている。森山が歌い山田がツッコむ歌ネタなどが代表的。
- MORIYAMAのピン芸としては貴乃花親方のものまねをしながらリズムネタをする「リズム貴乃花」や、3枚のカードをランダムに引いて出来た文章をセーフかアウトか判断する「セクハラ甲子園」などがある。R-1ぐらんぷり2020では準決勝に進出した。

## 出演
テレビ
- テレ遊びパフォー!（NHK） - 2009年4月25日、2009年5月9日
- お笑い図鑑 ハマヌキ(tvk)- 2009年1月13日
- ワッチミー! TV×TV(BSフジ) - 2009年2月23日（マリエ賞受賞）

CM
- 資生堂UNO スキンケアタンク セキュリティーチェック編（森山のみ）

ラジオ
- RADICAL LEAGUE(FM FUJI) 深夜の弁明（森山のみ）、デブ芸人しごき教室
- オートバックス東雲店店内ラジオ